# Un Noël à New York
Un Noël à New York (Silver Bells) est un téléfilm de Noël américain réalisé par Dick Lowry, diffusé le 27 novembre 2005 sur le réseau CBS. Il est basé sur la nouvelle éponyme de Luanne Rice publiée en 2004.

## Synopsis
Un père de famille, veuf depuis plusieurs années, recherche son fils qui s'est enfui à la suite d'une violente dispute.

## Fiche technique
- Titre original : Silver Bells
- Titre français : Un Noël à New York ou Le Carillon du bonheur
- Réalisation : Dick Lowry
- Scénario : Jim McGrath
- Production : Andrew Gottlieb
- Société de production : Hallmark Hall of Fame Productions
- Pays d'origine :  États-Unis
- Langue originale : anglais
- Genre : comédie sentimentale
- Durée : 95 minutes

## Distribution
- Anne Heche (VF : Virginie Ledieu) : Catherine O'Mara
- Tate Donovan (VF : Constantin Pappas) : Christy Byrne
- Michael Mitchell (VF : Thierry Monfray) : Danny Byrne
- Max Martini (VF : Serge Faliu) : l'agent Rip
- John Benjamin Hickey (VF : Thierry Ragueneau) : Lawrence
- John Cunningham (VF : Dominique Paturel) : Sylvester
- Courtney Jines (VF : Adeline Chetail) : Bridget Byrne
- Lourdes Benedicto (VF : Malvina Germain) : Lizzie
- Margo Martindale (VF : Monique Thierry) : Mme Quinn
- Victoria Justice : Rose

Sources et légende : Version française (VF) sur Doublagissimo et RS Doublage